# Lubomír Bauer
Lubomír Bauer (* 23. prosince 1947, Kladno) je bývalý český hokejista, obránce a útočník. Po skončení aktivní kariéry působil jako trenér.

## Hokejová kariéra
V lize hrál za TJ SONP/Poldi SONP Kladno a během vojenské služby za Duklu Jihlava. Dva mistrovské tituly získal s Jihlavou, s Kladnem získal dalších 5 titulů a stal se vítězem PMEZ. Za reprezentaci Československa nastoupil v letech 1971 a 1972 v 10 utkáních a dal 2 góly. V hokejové lize nastoupil za Kladno v 515 utkáních a dal 144 gólů, celkem za Kladno nastoupil v 802 utkáních a dal 144 gólů. Hrál nejčastěji v elitní kladenské útočné formaci s Eduardem Novákem a Milanem Novým, kdy měl spíše obranné úkoly. Začínal jako obránce, ale většinu kariéry hrál na levém křídle. Jako jediný z formace se trvale neprosadil do reprezentace. Nejblíže k účasti na mistrovství světa byl v roce 1972, kdy se však v přípravě zranil a o mistrovství přišel.

## Klubové statistiky
| Sezona    | Klub              | Soutěž  | Základní část | Základní část | Základní část | Základní část | Základní část |
| Sezona    | Klub              | Soutěž  | Z             | G             | A             | B             | TM            |
| --------- | ----------------- | ------- | ------------- | ------------- | ------------- | ------------- | ------------- |
| 1965/1966 | TJ SONP Kladno    | 1. liga | 2             | 0             | 0             | 0             | 0             |
| 1966/1967 | TJ SONP Kladno    | 1. liga | 8             | 0             | 0             | 0             | 6             |
| 1967/1968 | TJ SONP Kladno    | 1. liga | 27            | 2             | 3             | 5             | 4             |
| 1968/1969 | ASD Dukla Jihlava | 1. liga | -             | -             | -             | -             | -             |
| 1969/1970 | ASD Dukla Jihlava | 1. liga | -             | -             | -             | -             | -             |
| 1970/1971 | TJ SONP Kladno    | 1. liga | 36            | 12            | 14            | 26            | 12            |
| 1971/1972 | TJ SONP Kladno    | 1. liga | 36            | 13            | 8             | 21            | 44            |
| 1972/1973 | TJ SONP Kladno    | 1. liga | 34            | 6             | 3             | 9             | 26            |
| 1973/1974 | TJ SONP Kladno    | 1. liga | 15            | 1             | 2             | 3             | 2             |
| 1974/1975 | TJ SONP Kladno    | 1. liga | 37            | 16            | 6             | 22            | 18            |
| 1975/1976 | TJ SONP Kladno    | 1. liga | 29            | 5             | 11            | 16            | 12            |
| 1976/1977 | TJ SONP Kladno    | 1. liga | 44            | 11            | 13            | 24            | 14            |
| 1977/1978 | Poldi SONP Kladno | 1. liga | 42            | 12            | 10            | 22            | 24            |
| 1978/1979 | Poldi SONP Kladno | 1. liga | 44            | 17            | 9             | 26            | 16            |
| 1979/1980 | Poldi SONP Kladno | 1. liga | 44            | 19            | 17            | 36            | 32            |
| 1980/1981 | Poldi SONP Kladno | 1. liga | 40            | 12            | 8             | 20            | 32            |
| 1981/1982 | Poldi SONP Kladno | 1. liga | 42            | 12            | 12            | 24            | 34            |
| 1982/1983 | Poldi SONP Kladno | 1. liga | 34            | 4             | 2             | 6             | 16            |